# Hypothymis
Hypothymis és un gènere d'ocells de la família dels monàrquids (Monarchidae). Es distribueixen per l'Àsia meridional tropical des de l'Iran i Sri Lanka, Indonèsia i les Filipines.

## Taxonomia
El gènere va ser introduït pel zoòleg alemany Friedrich Boie el 1826 amb el monarca blau coronat (Hypothymis azurea) com a espècie tipus. La paraula Hypothymis prové del grec antic «hupothumis», el nom d'un ocell no identificat esmentat pel dramaturg Aristòfanes.
Segons la Classificació del Congrés Ornitològic Internacional (versió 15.1, 2025) aquest gènere està format per 4 espècies:
- Hypothymis azurea - monarca blau coronat.
- Hypothymis puella - monarca blau de Sulawesi.
- Hypothymis helenae - monarca blau d'Helena.
- Hypothymis coelestis - monarca blau emplomallat.